# F-Zero (saga)
F-Zero és una saga de videojocs de curses creat per Nintendo; es tracta de córrer amb naus espacials en pistes ambientades en el futur.

## Història
Aquest joc va revolucionar el món del videojoc quan va entrar al mercat el 1991 per a la consola Super Nintendo de 16 bits gràcies a la rutina gràfica anomenada Mode 7, que donava al joc una aparença tridimensional. Aquesta tècnica també apareixeria posteriorment en el videojoc Super Mario Kart.
El 1998 va aparèixer F-Zero X per a la consola Nintendo 64 de 64 bits. El F-Zero: Maximum Velocity va aparèixer en 2001 per a Game Boy Advance.
F-Zero AX/GX va sortir para Gamecube i màquines recreatives amb placa Triforce en 2003 i va suposar la primera i històrica col·laboració entre les dues antigues companyies rivals Sega i Nintendo per a desenvolupar un videojoc conjuntament.
També durant 2003 va sortir a la venda F-Zero: GP Legend per a Game Boy Advance, basat en la sèrie anime del mateix nom.